# Exposé (Lost)
Exposé este un episod al serialului de televiziune Lost, sezonul 3.